# Antonín Prügl
Antonín Prügl (25. října 1829, Slaný – 23. října 1919) byl úředník a ve dvou funkčních obdobích purkmistr města Slaný.

## Život
Původním povoláním byl berní úředník. Později pracoval jako úředník První české vzájemné pojišťovny. Politicky byl zastáncem konzervativní staročeské strany.
Poprvé byl zvolen purkmistrem Slaného dne 29. prosince 1870. Tuto volbu ale nepřijal. Úřadu se ujal až při doplňovací volbě dne 18. ledna 1872. Purkmistrem byl do roku 1880. Podruhé byl zvolen 24. října 1889 a úřad vykonával do 5. prosince 1900.
Byl samotářské a uzavřené povahy, S podřízenými i s nadřízenými jednal stroze a odměřeně.
V prvním funkčním období byl představitelem pokrokových názorů. V pozdějším věku se stával stále konzervativnějším. Proto jej členové obecního zastupitelstva vyzvali k rezignaci. To nakonec učinil 5. prosince 1900. Zbytek života prožil v osamocení a zahořklosti.
Ačkoliv panoval dojem, že purkmistr Prügl pohlíží na kulturní akce a instituce s nedůvěrou, během jeho druhého funkčního období v roce 1893 začala vycházet ročenka muzejního spolku Slánský obzor a 17. října 1897 byla pro veřejnost otevřena městská knihovna.

## Stavby a instituce, které byly založeny během funkčního období

### První funkční období 1871–1880
- 1873 – nové hodiny na radnici
- 1873 – zahájení provozu železniční pražsko-duchcovské dráhy
- 1874 – zakoupena budova koleje
- 1877 – kolej přestavěna
- 1878 – obecní gymnázium
- 1879 – pokračovací průmyslová škola

### Druhé funkční období 1887–1900
- 1892 – pokračovací škola obchodní
- 1894 – zřízení telefonní sítě
- 1895 – budova chlapecké školy
- 1897 – otevřena městská knihovna
- 1897 – nové jatky
- 1898 – založena Městská spořitelna, Antonín Prügl byl jejím prvním předsedou
- 1899 – vodovod[3]